# Presidente da Nigéria
O Presidente da Nigéria é simultaneamente o chefe de Estado e o chefe de governo da República Federal da Nigéria. Oficialmente nomeado Presidente da República Federal da Nigéria e  Comandante-em-Chefe das Forças Armadas da Nigéria, atualmente o cargo é ocupado por Bola Tinubu, político filiado ao Congresso de Todos os Progressistas (APC), eleito na eleição presidencial de 2023.

## Histórico
Quando a Nigéria tornou-se uma república federal dentro da  Commonwealth em 1960, ela reteve o sistema parlamentarista herdado dos britânicos. Nnamdi Azikiwe, anteriormente presidente do Senado da Nigéria, tornou-se presidente da República, posto visto como meramente formal diante da limitação de poderes ao chefe de Estado preconizada por este sistema de governo. Por sua vez, Abubakar Tafawa Balewa permanecia como primeiro-ministro e era quem detinha o poder de facto por ser o chefe de governo do novo país independente.
Entretanto, com a eclosão do golpe de Estado de 1966, o período denominado Primeira República chegou ao fim, sendo substituído por um regime ditatorial comandado por militares das Forças Armadas da Nigéria. Somente 13 anos depois, com a realização da eleição presidencial de 1979, vencida por Shehu Shagari, é que os civis retornaram ao poder, tendo início a Segunda República.

Bandeira do presidente como Comandante em Chefe das Forças Armadas da Nigéria.

Sob a nova Constituição, modelada à semelhança da Constituição dos Estados Unidos e promulgada em 1979, o sistema parlamentarista de governo foi substituído pelo presidencialista, fortalecendo-se a figura do presidente da República, que passou a ser simultaneamente chefe de Estado e chefe de governo, mediante a eliminação da figura do primeiro-ministro.  
Entretanto, a Segunda República foi efêmera, pois logo em 1983 os militares mais uma vez deram um golpe de Estado e retornaram ao poder. Uma tentativa de transição política para a democracia foi tentada com a realização de uma nova eleição presidencial em 1993, vencida por Moshood Abiola, porém o governo militar de Ibrahim Babangida não reconheceu o resultado eleitoral e anulou o pleito com base em supostas irregularidades eleitorais que nunca foram provadas. 
Enfrentando protestos em todo o país, Babangida renuncia ao cargo e nomeia o civil Ernest Shonekan para liderar um governo de unidade nacional que fosse capaz de organizar uma nova eleição presidencial para o ano seguinte. No entanto, Shonekan foi deposto meses depois por um novo golpe militar liderado por Sani Abacha, que governou o país de forma ditatorial até sua morte em 1998. 
O sucessor de Abacha, Abdulsalami Abubakar, considerado um militar politicamente mais moderado que os seus pares, comprometeu-se ao assumir o poder de que realizaria novas eleições diretas para os governos e assembleias estaduais, para as casas legislativas federais (Senado da Nigéria e Câmara dos Representantes) e para a presidência da República. Esta última foi realizada no ano seguinte e o ex-presidente Olusegun Obasanjo, agora aposentado da carreira militar e filiado ao Partido Democrático do Povo (PDP) sagrou-se vencedor do pleito e a transferência pacífica de poder de um militar para um civil marcou o início da atual Quarta República. 

## Condições de elegibilidade
Uma pessoa será elegível para o cargo de presidente da República se for cidadão nigeriano nato, ter pelo menos 40 anos de idade, for membro filiado a algum partido político regularizado e indicado pelo mesmo para a disputa presidencial. Segundo a atual Constituição, promulgada em 1999, o presidente da Nigéria é eleito pela população para um período de 4 anos, podendo candidatar-se à reeleição para o período subsequente.

## Juramento de posse
A Constituição da Nigéria especifica um juramento de posse do presidente da federação. O juramento é administrado pelo Chefe de Justiça da Suprema Corte da Nigéria ou a pessoa por enquanto nomeada para exercer as funções desse cargo:
"Eu juro solenemente afirmar que serei fiel e lealdade à República Federal da Nigéria; que, como Presidente da República Federal da Nigéria, cumprirei os meus deveres da melhor maneira possível, fielmente e de acordo com a Constituição da República Federal da Nigéria e com a lei, e sempre no interesse da soberania, integridade, solidariedade, bem-estar e prosperidade da República Federal da Nigéria; que me empenharei em preservar os Objetivos Fundamentais e os Princípios Diretivos da Política Estadual contidos na Constituição da República Federal da Nigéria; que não permitirei que meu interesse pessoal influencie minha conduta oficial ou minhas decisões oficiais; que, com o melhor de minha capacidade, preserve, proteja e defenda a Constituição da República Federal da Nigéria; que cumprirei o Código de Conduta contido na Quinta Agenda da Constituição da República Federal da Nigéria; que, em todas as circunstâncias, farei direito a todos os tipos de pessoas, de acordo com a lei, sem medo ou favor, afeto ou má vontade; que eu não vou direta ou indiretamente comunicar ou revelar a qualquer pessoa qualquer assunto que será submetido à minha consideração ou tornar-me-ei conhecido como Presidente da República Federal da Nigéria, exceto conforme possa ser necessário para o devido cumprimento de minhas funções como Presidente; e que me dedicarei ao serviço e bem-estar do povo da Nigéria. Então, Deus me ajude."

## Galeria de presidentes
| №                                | Retrato                        | Nome                              | Mandato | Mandato | Partido                        | Eleição                        |
| Primeira República (1960–1966)   | Primeira República (1960–1966) | Primeira República (1960–1966)    | Primeira República (1960–1966)                                                                                          | Primeira República (1960–1966)                                                                                          | Primeira República (1960–1966) | Primeira República (1960–1966) |
| -------------------------------- | ------------------------------ | --------------------------------- | --- | --- | ------------------------------ | ------------------------------ |
| 1                                |                                | Nnamdi Azikiwe (1904-1996)        | 1 de outubro de 1960 | 16 de janeiro de 1966 (Deposto)                                                                                         | NCNC                           | —                              |
| 1.º Regime Militar (1966–1979)   |                                |                                   | | |                                |                                |
| 2                                |                                | Johnson Aguiyi-Ironsi (1924-1966) | 16 de janeiro de 1966                                                                                                   | 29 de julho de 1966 (Assassinado)                                                                                       | Militar                        | —                              |
| 3                                |                                | Yakubu Gowon (n.1934)             | 29 de julho de 1966 | 29 de julho de 1975 (Deposto)                                                                                           | Militar                        | —                              |
| 4                                |                                | Murtala Mohammed (1938-1976)      | 29 de julho de 1975 | 13 de fevereiro de 1976                                                                                                 | Militar                        | —                              |
| 5                                |                                | Olusegun Obasanjo (n.1937)        | 13 de fevereiro de 1976                                                                                                 | 1 de outubro de 1979 | Militar                        | —                              |
| Segunda República (1979–1983)    |                                |                                   | | |                                |                                |
| 6                                |                                | Shehu Shagari (1925-2018)         | 1 de outubro de 1979 | 30 de setembro de 1983                                                                                                  | NPN                            | 1979                           |
| 6                                | 1 de outubro de 1983           | Shehu Shagari (1925-2018)         | 31 de dezembro de 1983 (Deposto)                                                                                        | 1983 | NPN                            |                                |
| 2.º Regime Militar (1983–1993)   |                                |                                   | | |                                |                                |
| 7                                |                                | Muhammadu Buhari (n.1942)         | 31 de dezembro de 1983                                                                                                  | 27 de agosto de 1985 (Deposto)                                                                                          | Militar                        | —                              |
| 8                                |                                | Ibrahim Babangida (n.1941)        | 27 de agosto de 1985 | 26 de agosto de 1993 (Renunciou)                                                                                        | Militar                        | —                              |
| Terceira República (1993)        |                                |                                   | | |                                |                                |
| –                                |                                | Moshood Abiola (1937-1998)        | Impedido de tomar posse diante do não reconhecimento de sua vitória eleitoral pelo governo militar de Ibrahim Babangida | Impedido de tomar posse diante do não reconhecimento de sua vitória eleitoral pelo governo militar de Ibrahim Babangida | SPD                            | 1993                           |
| 9                                |                                | Ernest Shonekan (1936-2022)       | 26 de agosto de 1993 | 17 de novembro de 1993 (Deposto)                                                                                        | Independente                   | —                              |
| 3.º Regime Militar (1993–1999)   |                                |                                   | | |                                |                                |
| 10                               |                                | Sani Abacha (1943-1998)           | 17 de novembro de 1993                                                                                                  | 8 de junho de 1998 (Morreu no cargo)                                                                                    | Militar                        | —                              |
| 11                               |                                | Abdulsalami Abubakar (n.1942)     | 8 de junho de 1998 | 28 de maio de 1999 | Militar                        | —                              |
| Quarta República (1999–presente) |                                |                                   | | |                                |                                |
| 12                               |                                | Olusegun Obasanjo (n.1937)        | 29 de maio de 1999 | 28 de maio de 2003 | PDP                            | 1999                           |
| 12                               | 29 de maio de 2003             | Olusegun Obasanjo (n.1937)        | 28 de maio de 2007 | 2003 | PDP                            |                                |
| 13                               |                                | Umaru Yar'Adua (1951-2010)        | 29 de maio de 2007 | 5 de maio de 2010 (Morreu no cargo)                                                                                     | PDP                            | 2007                           |
| 14                               |                                | Goodluck Jonathan (n.1957)        | 5 de maio de 2010 | 28 de maio de 2015 | PDP                            | 2011                           |
| 15                               |                                | Muhammadu Buhari (n.1942)         | 29 de maio de 2015 | 28 de maio de 2019 | APC                            | 2015                           |
| 15                               | 29 de maio de 2019             | Muhammadu Buhari (n.1942)         | 29 de maio de 2023 | 2019 | APC                            |                                |
| 16                               |                                | Bola Tinubu (n.1952)              | 29 de maio de 2023 | presente | APC                            | 2023                           |